# Позада (Гуарда)
Позада (порт. Pousada) — район (фрегезия) в Португалии, входит в округ Гуарда. Является составной частью муниципалитета Гуарда. По старому административному делению входил в провинцию Бейра-Алта. Входит в экономико-статистический субрегион Бейра-Интериор-Норте, который входит в Центральный регион. Население составляет 179 человек на 2001 год. Занимает площадь 13,00 км².